# Hvorfor ska' jeg altid sig' jolly til din cola?
Hvorfor ska' jeg altid sig' jolly til din cola? er en dansk eksperimentalfilm fra 1987, der er instrueret af Kirsten Holm og Bente Lundsgård efter manuskript af sidstnævnte.

## Handling
En levende billedcollage med redigering og udklip af/fra diverse biografreklamefilm.